# قسم حومة دشتستان الريفي (مقاطعة دشتستان)
قسم حومة دشتستان الريفي (بالفارسية: دهستان حومه) هي قسم تقع في إيران في قسم. يقدر عدد سكانها بـ 6,838 نسمة .